# Karolewka
Karolewka – struga, prawy dopływ Jasienia o długości 3,01 km i powierzchni zlewni 8,96 km².
Struga płynie w Łodzi przez osiedla Karolew oraz Rokicie. Współcześnie kryty kanał Karolewki rozpoczyna się przelewem burzowym o wymiarach 4 × 2 m w rejonie dworca Kaliskiego (w tym miejscu w maju 1925 została rozpoczęta budowa kanalizacji miejskiej Łodzi). W otwartym korycie struga ukazuje się w okolicy ulicy Pienistej, skąd po przepłynięciu około 1 km wpada do Jasienia.
Obszar źródłowy Karolewki znajdował się niegdyś w kwartale obecnych ulic Zielonej, Piotrkowskiej, 6 Sierpnia i al. T. Kościuszki.